# ليو بيكارد
ليو بيكار (بالعبرية: יהודה ליאו פיקרד‏) هو جيولوجي إسرائيلي، ولد في 3 يونيو 1900 في Wangen ‏ في ألمانيا، وتوفي في 4 أبريل 1997.